# Rochegude, Gard
Rochegude är en kommun i departementet Gard i regionen Occitanien i södra Frankrike. Kommunen ligger i kantonen Barjac som tillhör arrondissementet Alès. År 2022 hade Rochegude 246 invånare.

## Befolkningsutveckling
Antalet invånare i kommunen Rochegude
Referens:INSEE